# Michael Price (compositore)
Michael Price (...) è un compositore britannico specializzato in colonne sonore per il cinema e la televisione.

## Biografia

### Formazione e primi anni di carriera
Figlio di un insegnante di fisica e biologia, Michael Price studiò musica a scuola ed ebbe le sue prime esperienze musicali mentre prendeva parte al corso per diventare tonmeister presso l'Università del Surrey. Nel 1990 vinse il premio PRS alla composizione. Dopo aver scritto diverse composizioni destinate a balletti di danza contemporanea durante i suoi primi venti anni di carriera, Price divenne direttore musicale della DNA Dance and Music, i cui progetti includevano l'opera da camera All the Garden Gold, basata sulla vita di William Morris e il movimento preraffaellita.

### Carriera cinematografica
Price lavorò per la prima volta in ambito cinematografico nel 1996, anno in cui Michael Kamen gli chiese di collaborare alla colonna sonora di Punto di non ritorno. Price e Kamen collaborarono per cinque anni insieme a diverse colonne sonore, e tennero vari concerti a Berlino, New York, San Francisco e Ginevra. A Price vengono anche accreditate la produzione delle musiche della miniserie Band of Brothers e il montaggio musicale di vari film, fra cui la trilogia de Il Signore degli Anelli, Love Actually (2003), Che pasticcio, Bridget Jones! (2004) e Tata Matilda (2005). Venne anche nominato a quattro MPSE per il montaggio sonoro, vincendone uno nel 2001 per La Compagnia dell'Anello.
A partire dal 2002, Price lavorò con David Arnold alla colonna sonora di Hot Fuzz (2007) di Edgar Wright, Finalmente maggiorenni (2011) di Ben Palmer, Finalmente maggiorenni 2 (2014), diretto da Damon Beesley e Iain Morris, e della serie TV Sherlock, assieme a David Arnold, le cui musiche valsero a entrambi un Emmy Award. Loro è anche la musica della serie britannica Jekyll and Hyde. Nel frattempo, Price aveva composto la colonna sonora di due documentari di Alfonso Cuarón, Dommeren (2005), I figli degli uomini (2006), Sugarhouse (2007), Shock economy (2007), Wild Child (2008) e Wild Target (2010).
Nel 2015 pubblicò il suo primo album da solista Entanglement. Tre anni più tardi uscì Tender Simmetry. Oggi Price è membro di varie associazioni fra cui il BASCA e il BAFTA.

## Discografia
- 2015 – Entanglement
- 2018 – Tender Simmetry

## Colonne sonore (elenco parziale)
- 2003 – LD 50 Lethal Dose
- 2004 – Che pasticcio, Bridget Jones!
- 2005 – Dommeren
- 2006 – I figli degli uomini
- 2007 – Hot Fuzz
- 2007 – Sugarhouse
- 2007 – Shock economy
- 2008 – Wild Child
- 2010 – Wild Target
- 2011 – Horrid Henry - Piccola peste
- 2012 – A Fantastic Fear of Everything
- 2013 – Another Me
- 2016 (circa) - Sherlock, serie Tv